# هيو برات
هيو برات (بالإنجليزية: Vaughan Pratt)‏ هو عالم حاسوب أسترالي، ولد في 12 أبريل 1944 في ملبورن في أستراليا.